# Campeonato da Europa de Corta-Mato de 2021
O Campeonato da Europa de Corta-Mato de 2021 foi a 27ª edição da competição organizada pela Associação Europeia de Atletismo no dia 12 de dezembro de 2021. As provas ocorreram no Campus Nacional de Esportes, em Dublin, na Irlanda. Foram disputadas sete categorias com a presença de 606 atletas de 37 nacionalidades.

## Quadro de medalhas
O quadro de medalhas foi publicado.
| Ordem | País         | Medalha de ouro | Medalha de prata | Medalha de bronze | Total |
| ----- | ------------ | --------------- | ---------------- | ----------------- | ----- |
| 1     | Grã-Bretanha | 5               | 1                | 2                 | 8     |
| 2     | Noruega      | 2               | 2                | 1                 | 5     |
| 3     | Itália       | 2               | 0                | 0                 | 2     |
| 4     | França       | 1               | 2                | 2                 | 5     |
| 5     | Irlanda      | 1               | 2                | 0                 | 3     |
| 6     | Alemanha     | 1               | 1                | 2                 | 4     |
| 7     | Dinamarca    | 1               | 0                | 1                 | 2     |
| 8     | Espanha      | 0               | 2                | 0                 | 2     |
| 9     | Suécia       | 0               | 1                | 1                 | 2     |
| 10    | Eslovênia    | 0               | 1                | 0                 | 1     |
| 10    | Turquia      | 0               | 1                | 0                 | 1     |
| 12    | Bélgica      | 0               | 0                | 1                 | 1     |
| 12    | Luxemburgo   | 0               | 0                | 1                 | 1     |
| 12    | Portugal     | 0               | 0                | 1                 | 1     |
| Total | Total        | 13              | 13               | 13                | 39    |

## Medalhistas
Esses foram os resultados do campeonato.
| Evento                  | Ouro | Ouro    | Prata | Prata  | Bronze | Bronze |
| ----------------------- | --- | ------- | --- | ------ | --- | ------ |
| Sênior masculino 10 km  | Jakob Ingebrigtsen · Noruega                                                                                    | 30:15   | Aras Kaya · Turquia                                                                                                  | 30:29  | Jimmy Gressier · França | 30:34  |
| Sênior feminino 8 km    | Karoline Bjerkeli Grøvdal · Noruega                                                                             | 26:34   | Meraf Bahta · Suécia                                                                                                 | 26:44  | Alina Reh · Alemanha | 26:53  |
| Sub-23 masculino 8 km   | Charles Hicks · Grã-Bretanha                                                                                    | 24:29   | Darragh McElhinney · Irlanda                                                                                         | 24:33  | Ruben Querinjean · Luxemburgo | 24:36  |
| Sub-23 feminino 6 km    | Nadia Battocletti · Itália                                                                                      | 20:32   | Klara Lukan · Eslovênia                                                                                              | 20:36  | Mariana Machado · Portugal | 20:36  |
| Sub-20 masculino 6 km   | Axel Vang Christensen · Dinamarca                                                                               | 17:53   | Abdullahi Dahir Rabi · Noruega                                                                                       | 18:18  | Joel Ibler Lillesø · Dinamarca | 18:21  |
| Sub-20 feminino 4 km    | Megan Keith · Grã-Bretanha                                                                                      | 13:41   | Ingeborg Østgård · Noruega                                                                                           | 13:44  | Emma Heckel · Alemanha | 13:46  |
| Equipe masculina sênior | Jimmy Gressier · Hugo Hay · Yann Schrub · Felix Bour · Duncan Perrillat · Mehdi Frère · França                  | 13 pts  | Nassim Hassaous · Carlos Mayo · Abdessamad Oukhelfen · Raúl Celada · Adel Mechaal · Ayad Lamdassem · Espanha         | 30 pts | Jakob Ingebrigtsen · Bjørnar Sandnes Lillefosse · Narve Gilje Nordås · Zerei Kbrom Mezngi · Tom Erling Kårbø · Filip Ingebrigtsen · Noruega | 47 pts |
| Equipe feminina sênior  | Jessica Judd · Jennifer Nesbitt · Jessica Gibbon · Abbie Donnelly · Kate Avery · Lauren Heyes · Grã-Bretanha    | 25 pts  | Alina Reh · Konstanze Klosterhalfen · Domenika Mayer · Vera Coutellier · Céline Kaiser · Alemanha                    | 29 pts | Meraf Bahta · Samrawit Mengsteab · Sara Christiansson · Charlotte Andersson · Suécia                                                        | 38 pts |
| Equipe masculina sub-23 | Darragh McElhinney · Keelan Kilrehill · Micheal Power · Donal Devane · Jamie Battle · Thomas Devaney · Irlanda  | 21 pts  | Charles Hicks · Zakariya Mahamed · Thomas Mortimer · Rory Leonard · Matthew Stonier · Samuel Charlton · Grã-Bretanha | 24 pts | Antoine Senard · Valentin Gondouin · Florian Le Pallec · Baptiste Fourmont · Baptiste Guyon · Bastien Augusto · França                      | 36 pts |
| Equipe feminina sub-23  | Nadia Battocletti · Anna Arnaudo · Giovanna Selva · Sara Nestola · Ludovica Cavalli · Michela Moretton · Itália | 18 pkt. | Manon Trapp · Margaux Sieracki · Aude Clavier · Flavie Renouard · Mélody Julien · Eugénie Lorain · França            | 25 pts | Izzy Fry · Amelia Quirk · Cari Hughes · Eloise Walker · Eleanor Bolton · Jemima Elgood · Grã-Bretanha                                       | 37 pts |
| Equipe masculina sub-20 | Will Barnicoat · Hamish Armitt · Henry McLuckie · Osian Perrin · Liam Rawlings · Lewis Hannigan · Grã-Bretanha  | 34 pts  | Abdel Laadjel · Dean Casey · Nicholas Griggs · Scott Fagan · Sean Kay · Cathal O'Reilly · Irlanda                    | 35 pts | Matan Ivri · Adisu Guadia · Derba Ayale · Dego Abebe · Ataka Damsia · Harel Shain · Israel                                                  | 37 pts |
| Equipe feminina sub-20  | Emma Heckel · Anneke Vortmeier · Mia Jurenka · Johanna Pulte · Jasmina Nanette Stahl · Alemanha                 | 15 pts  | Mireya Arnedillo · Ángela Viciosa · María Forero · Marta Serrano · Claudia Gómez · Carla Domínguez · Espanha         | 27 pts | Megan Keith · Ellen Weir · Phoebe Anderson · Beatrice Wood · Alice Garner · Ella Greenway · Grã-Bretanha                                    | 32 pts |
| Revezamento misto 6 km  | Hannah Nuttall · Luke Duffy · Alexandra Bell · Benjamin West · Grã-Bretanha                                     | 18:01   | Aurore Fleury · Azeddine Habz · Alexa Lemitre · Alexis Miellet · França                                              | 18:05  | Elise Vanderelst · Ruben Verheyden · Vanessa Scaunet · Stijn Baeten · Bélgica                                                               | 18:06  |